# Selma Gürbüz
Selma Gürbüz (Estambul, 1960-22 de abril de 2021) fue una pintora y escultora turca.

## Biografía
Gürbüz estudió Arte y Diseño en el Exeter College de Inglaterra y en la Escuela de Bellas Artes de la Universidad de Mármara en Estambul. 
Vivió y trabajó entre Estambul y París. En su trabajo se procesan sueños, deseos y fantasías. En la década de 1990 revivió en exposiciones colectivas e individuales la magia de Las mil y una noches. Con este fin, desarrolló un nuevo lenguaje visual para describir su patrimonio cultural. Las fantasías y las secuencias oníricas se articulan sobre fondos abstractos. Las raíces de este arte son las miniaturas persas y árabes, la pintura turca tradicional de tulipanes (cerámica de Iznik) y los manuscritos medievales de Cataluña. Sus últimos trabajos estuvieron inspirados especialmente en el mundo de los cafés Otomanos.
Abordó tanto la pintura, la escultura, como la creación de escenarios y la ilustración de libros. También diseñó la escenografía y vestuario para las películas de La Tour de l'horloge (La Torre del Reloj), y Rencontre (reencuentro), de su compañero, el cineasta Ömer Kavur, fallecido en 2005.
Los críticos de arte señalan la extraordinaria pureza de sus obras que revelan el misterioso mundo de la artista vinculada sentimentalmente con Oriente. Toda su obra es una invitación a viajar a través de la tradición plástica del Este y el Oeste.

## Exposiciones
Artista de renombre internacional, expuso en todo el mundo. Muchas de sus obras se encuentran en colecciones públicas en Turquía e Inglaterra. Entre sus numerosas exposiciones se encuentran: 
Exposiciones individuales (selección)
- 1986 Urart Sanat, Estambul
- 1990 Le Café de ma Favorite; Galería Lacouriere, Frelaut, París
- 1991 Meleklerin Düsü; Galería Nev, Ankara
- 1992 Jeux de Mains; Galería Thorigny, París
- 1994 La Mille et Troisième Nuit; Galería Thorigny, París

Binüçgece; Galería Tem Sanat, Estambul
- 1995 Londres Revisite; Centre d'Art Moderne, Montreuil; Institut Français,
- 1996 JLB Contemporary Art, Houston, Texas

Décor pour la Soirée Futuriste (decoración para la velada futurista); Centro Georges Pompidou,
Magie Grise; Galería Stepanska, Institut Français, Praga
- 1997 Mundus Elementaris; Alliance Française, AFAA, Buenos Aires
- 1998 Zodiak; Galería Tem Sanat, Estambul
- 1999 Karaname; Yünname; Galería Apel, Estambul
- 2002 Basbasa; Galería Apel y Galería Garanti Sanat, Estambul
- 2003 Cara a Cara; Galería Maeght, Barcelona

Otras exposiciones
- 1989 II Bienal Uluslararasi de Estambul, Estambul
- 1990 – 1991 Institut Français en Alejandría, El Cairo, Damasco, Jordania, Atenas, Salónica
- 1991 L'Ennemi; Centro Georges Pompidou, París
- 1992 – 1993 Galería Thorigny - FIAC, París y en Art Frankfurt
- 1994 Tapis Volants (alfombras voladoras); Instituto del Mundo Árabe, París
- 1995 I Bienal de Kwangju, Kwangju, Corea
- 1998 Los Cafes Literarios; Institut Français de Barcelona
- 2003 Fantasies de l'harem i noves Xahrazads (Fantasías del Harem y nuevas Serezades); Centre de Cultura Contemporània de Barcelona; Musée d'Histoire Naturelle, Lyon